# الحزب الشيوعي البديل
الحزب الشيوعي البديل (PDAC) هو حزب سياسي شيوعي في إيطاليا. مؤسسه وزعيمه هو فرانشيسكو ريتشي.

## وصلات خارجية
- Official website